# First Time (canción de Robin Beck)
«First Time» es un sencillo de la cantante estadounidense Robin Beck, lanzado en 1988. La canción originalmente fue grabada para un comercial de Coca-Cola en 1987 y fue lanzada originalmente en los Estados Unidos el 31 de enero de 1988, siendo subsecuentemente lanzada como sencillo. Fue publicado en el Reino Unido en octubre de 1988 donde escaló a la posición No. 1, logrando colocarse por 14 semanas en el UK Singles Chart.

## Lista de canciones
Versión original (1988)
12" maxisencillo
1. «First Time» (remix) — 3:18
2. «First Time» (7") — 3:17
3. «First Time» (instrumental) — 3:18

Sencillo de 7"
1. «First Time» — 3:17
2. «First Time» (instrumental) — 3:18

CD maxisencillo
1. «First Time» — 3:17
2. «First Time» (instrumental) — 3:18

Versión única (2003)
CD maxisencillo
1. «First Time» (radio edit djs@work RMX) — 3:12
2. «First Time» (video mix free power mix) — 3:48
3. «First Time» (club mix Patrick Bnton RMX) — 6:38
4. «First Time» (Ibiza groove mix zero G RMX) — 5:48
5. «First Time» (trance club mix Unique & toxic RMX) — 7:28
6. «First Time» (extended mix djs@work RMX) — 6:52
7. «First Time» (extended mix free power 4 hypnotic) — 6:35